# 1819 en architecture
| Années de l'architecture : 1816 - 1817 - 1818 - 1819 - 1820 - 1821 - 1822    |
| Décennies de l'architecture : 1780 - 1790 - 1800 - 1810 - 1820 - 1830 - 1840 |

Cet article présente les faits marquants de l'année 1819 en architecture.

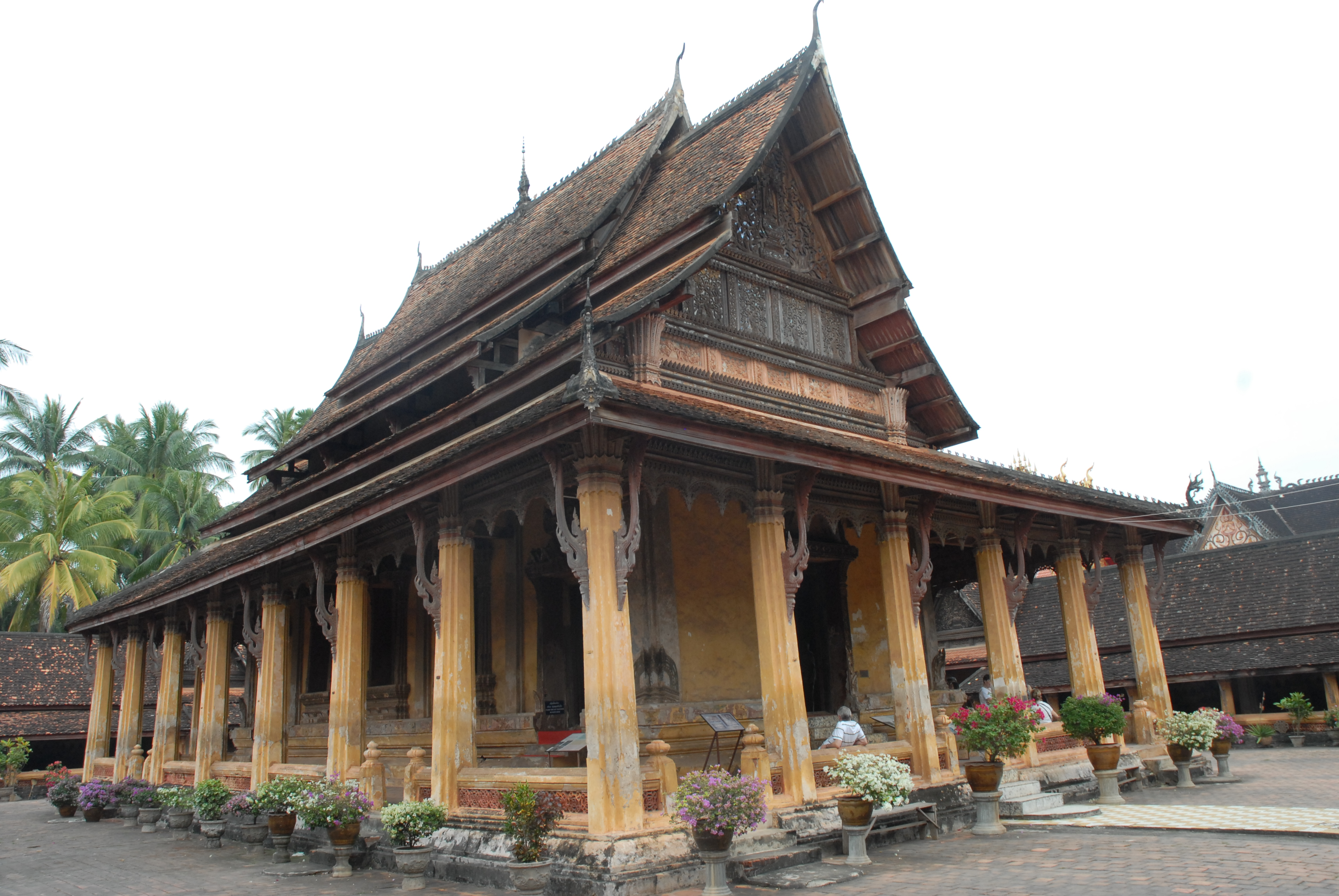
Le Vat Sisakhet en 2007

## Événements
- Laos : début de la construction du Vat Sisakhet de Vientiane (fin en 1824).
- Début de la construction de la Schauspielhaus de Berlin (achevée en 1821), dessinée par Karl Friedrich Schinkel.

## Récompenses
- Prix de Rome : Félix-Emmanuel Callet et Jean-Baptiste Lesueur premiers grand prix ex æquo.

## Naissances
- 8 février : John Ruskin († 20 janvier 1900).
- 20 mai : Sir Horace Jones († 20 janvier 1887).
- 24 juin : Louis-Jules André († 30 janvier 1890).